# Richard Bancroft

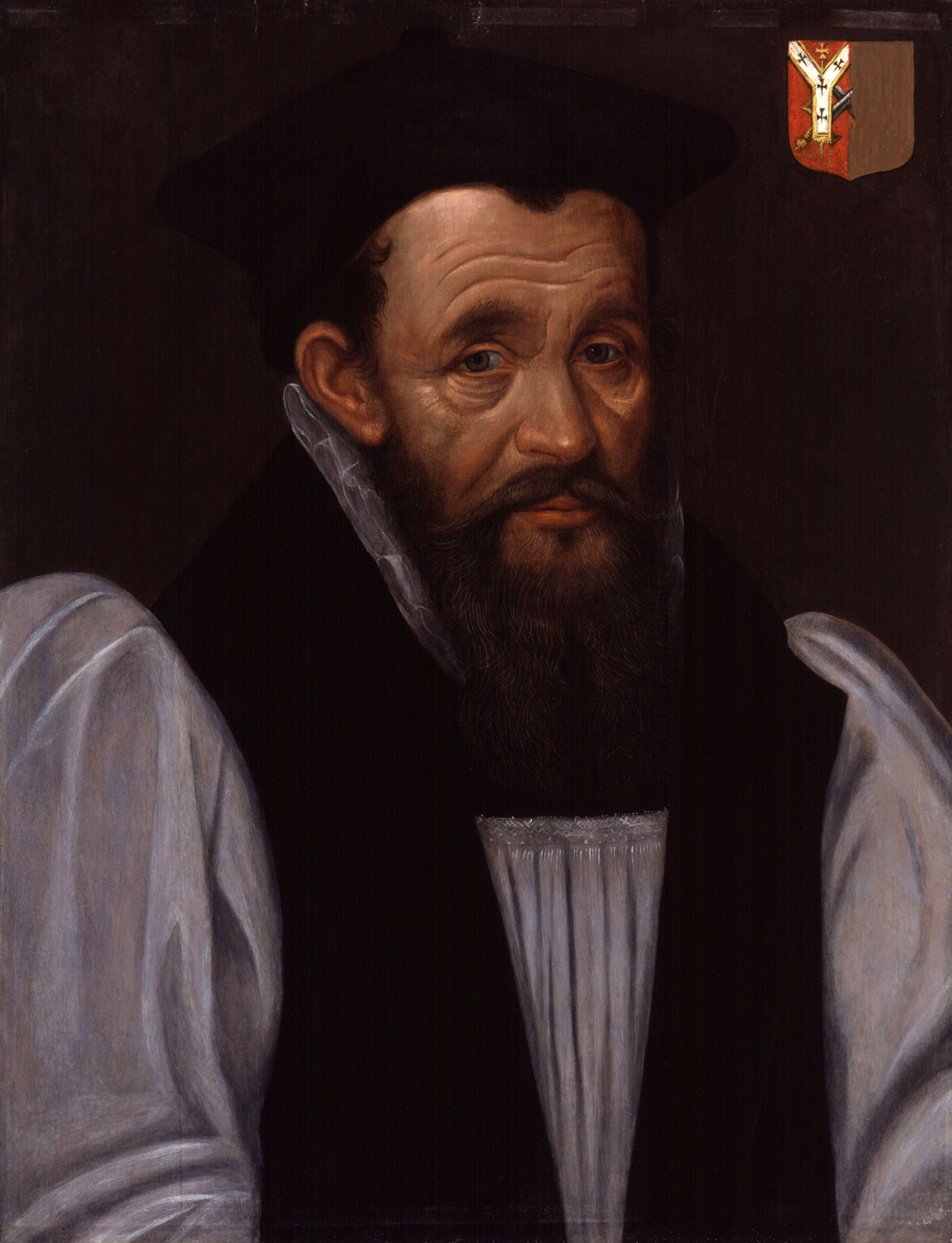
Richard Bancroft.

Richard Bancroft, född 1544 i södra Lancashire, död den 2 november 1610 i Lambethpalatset, London, var ärkebiskop av Canterbury och ansvarig för framställandet av King James Bible. 
Bancroft föddes år 1544. Han påbörjade sin utbildning vid Farnworth grammar school, som hade grundats av biskop William Smyth, som också var född i byn.  Han blev sedan student vid Cambridge universitet, först vid Christ's College och därefter vid Jesus College. Efter sin prästvigning (omkring 1570) blev han kaplan hos Richard Cox, då biskop av Ely.
Efter att ha innehaft ett flertal tjänster utnämndes han 1590 till innehavare av ett prebende vid Sankt Pauls-katedralen; han hade varit kanik vid Westminster Abbey sedan 1587. Han var kaplan först hos lordkansler Hatton och sedan hos ärkebiskop Whitgift. I juni 1597 vigdes han till biskop av London. 
Efterhand fick han, till följd av ärkebiskopens tilltagande ålder, i praktiken ledningen av det kyrkliga livet i England. Bland det han tvangs hantera fanns Marprelate-striden mot Thomas Cartwright och John Penry. Bancroft var närvarande vid drottning Elisabets dödsbädd. Det var under hans ledning som den nya engelska kyrkordningen av år 1604 utarbetades. Han ledde även framställandet av den nya bibelöversättningen av år 1611.
I november 1604 efterträdde Bancroft Whitgift som ärkebiskop av Canterbury. Han visade samma iver och stränghet som tidigare, och med så stor framgång att lord Clarendon uttryckte uppfattningen att "om Bancroft hade levat, skulle han snabbt ha släckt den eld i England som hade blivit tänd i Genève." 
År 1608 valdes han till kansler vid universitetet i Oxford. under de sista månaderna av sitt liv tog han del i diskussionerna kring vigningen av skotska biskopar och det var på hans inrådan som de fick denna från engelska kyrkan. Genom denna handling lades grunden till skotska Episkopalkyrkan.